# Sixteen Tons

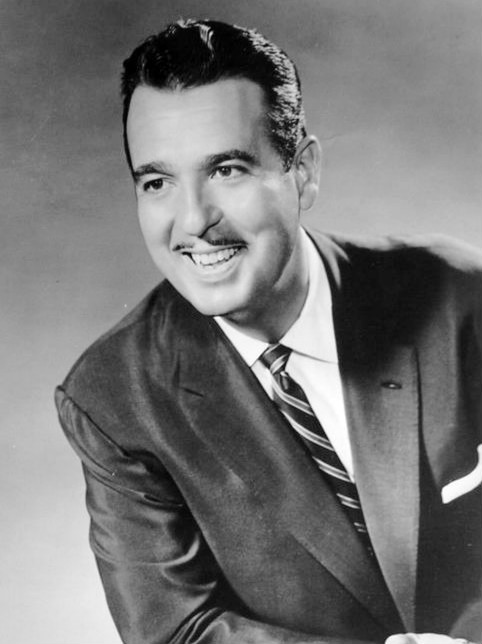
«Теннесси» Эрни Форд в 1957 году

Sixteen Tons (с англ. — «Шестнадцать тонн») — песня, повествующая о тяжёлых условиях труда и бедственном положении шахтёров-угольщиков США в период «Великой депрессии» 1929—1939 годов.

## Создание и популярность
Песня была записана в августе 1946 года американским кантри-исполнителем Мерлом Тревисом, была выпущена в следующем году в составе альбома Folk Songs of the Hills, но особого успеха не имела.
В октябре 1955 года «Теннесси» Эрни Форд записал свою версию песни. В его исполнении композиция достигла первой позиции в разделе кантри-музыки чарта Billboard, где провела 10 недель, ещё 8 недель песня лидировала в разделе поп-музыки того же чарта. В Великобритании в это же время вышла версия «Sixteen Tons», записанная Френки Лейном. Меньше двух месяцев потребовалось для продажи двух миллионов копий этой записи. В дальнейшем песня многократно переиздавалась различными исполнителями. Всего же было продано свыше двадцати миллионов копий.

### Текст
В песне повествуется о времени действия в США системы, напоминающей долговую зависимость, в соответствии с которой шахтёры за свой труд получали только кредит в магазине компании (англ. company store) и не имели наличных денег. Жильё также предоставлялось компанией и оплата за него вычиталась из заработка, таким образом рабочие не могли делать сбережений и были фактически «прикреплены» к работодателю.
Широко известен и узнаваем припев композиции:

You load sixteen tons, and what do you get?

Another day older and deeper in debt.

Saint Peter, don’t you call me, 'cause I can’t go;

I owe my soul to the company store…
Ты отгрузил шестнадцать тонн, и что получил?

Стал на день старше и глубже залез в долги.

Святой Петр, не зови меня, я не приду:

Я заложил свою душу в хозяйской лавке.

По одной из версий, авторство фразы «Another day older and deeper in debt» — «Ещё на день старше и глубже в долгах», Мерл Тревис приписывал своему отцу, работавшему шахтёром.

## Альтернативная версия авторства
Общепризнанным автором песни считается Мерл Тревис, зарегистрировавший её в 1947 году, однако позднее бывший шахтёр из Кентукки по имени Джордж Дэвис утверждал, что песню написал он — ещё в 1930-х годах. Об авторстве Дэвиса упоминает Джон Коэн в буклете к альбому «George Davis: When Kentucky Had No Union Men»: Когда я впервые встретился с ним на радиостанции Хазарда в 1959 году, он весьма скептически отзывался о возможности каких-либо коммерческих записей, исходя из своего предыдущего неудачного опыта. В 1949 году он записал две песни для Rich-R-Tone Records — «Coal Miner’s Boogie» и «When Kentucky Had No Union Men», но так и не получил обещанного гонорара… Он утверждал, что «Sixteen Tons» написал именно он, ещё в 1930-х годах, а Мерл Трэвис и «Теннесси» Эрни Форд нажились на его песне («капитализировали» её), — лишь слегка изменив аккорды. По словам Джорджа Дэвиса, песня первоначально называлась «Nine-To-Ten-Tons». Дэвис, в Кентукки больше известный, как «Поющий шахтер» (The Singing Miner), был младшим из девяти детей, отец умер, когда ему было два года. Работал на угольных шахтах с 13 лет, но после того, как в 1933 году серьёзно повредил руку в аварии на шахте и понял, что уже никогда не станет хорошим гитаристом, — сосредоточился на написании песен на «шахтёрскую» тематику («Coal Miner’s Boogie», «Little Lump Of Coal», «Miner’s Dream Come True»). Долгое время работал в Хазарде ведущим музыкальных программ на местной радиостанции WKIC (94,1 FM) — пел в прямом эфире, в том числе и свои песни. Был одним из самых популярных исполнителей в Кентукки, иной раз давал по пять концертов в день, — можно сказать, являлся местной «знаменитостью». В его исполнении «Sixteen Tons» вошла в альбом «George Davis: When Kentucky Had No Union Men» (1967), записанный в ноябре 1966 года на радиостанции WKIC, где Дэвис в то время работал в качестве сменного инженера.

## Исполнители
В 1955—56 годах, на волне успеха «Теннесси» Эрни Форда, свои версии «Sixteen Tons» записали Джонни Десмонд, Ред Совайн, Би Би Кинг, Майкл Холидей, Эдди Арнольд, Фрэнки Лэйн, Юэн Макколл, Эдмунд Хокридж, и множество других исполнителей.
В 1956 году в Японии хитом стала версия Фрэнка Нагаи, исполнявшаяся частично на японском. В 1957 году выходит версия The Platters, которая до сих пор является одной из самых популярных. Песню также записывали Бо Диддли, Кейт Смит, Джимми Дин, Джерри Рид, Стиви Уандер, Оскар Браун, Гарри Нилссон, и другие исполнители. Так, в 1960 году в Италии свою версию «Sixteen Tons» записал легендарный футболист Джон Чарльз по прозвищу «Gentle Giant» (Кроткий великан). В 1965 году, спустя 10 лет после ухода из «Воронов», незаурядный бас Джимми «Рикки» Рикс выпустил на независимом лейбле «Mainstream Records» свой единственный сольный альбом «Vibrations», включавший и версию «Sixteen Tons» и оставшийся практически незамеченным. В 1967 году хитом стала запись Тома Джонса в рок-обработке. В 1969 году блюзово-психоделическая версия «Sixteen Tons», исполненная с весьма своеобразным чувством юмора, — на грани глума, вошла в альбом недолго просуществовавшего нью-йоркского музыкального проекта «Heavy Balloon». В 1974 году, в студии, «Sixteen Tons» была записана Джо Дассеном, но выпущена только в 2002-м (вошла в сборник неизданных концертных выступлений «Joe Dassin: Concerts Musicorama II. Extraits Inédits»).
Интерпретацию «Sixteen Tons» на итальянском языке, под названием «L’Ascensore» (Лифт), в 1984 году записал Адриано Челентано (Альбом «I miei americani 2»). В том же году свою версию записали The Redskins, одна из самых оригинальных и скандальных групп Великобритании, в то время — активные члены SWP (Социалистической Рабочей Партии), а также британская неорокабилли группа Restless, выпустившая её в альбоме «Do You Feel Restless?». В 1987 году оригинальную версию «Sixteen Tons» включил в свой альбом «Thorup: 16 Tons Trio» Питер Торап, легенда датской блюзовой сцены. Кантри-версию в том же году записал Джонни Кэш (Альбом «Johnny Cash Is Coming To Town»). В 1989 песню записал Фрэнк Тови, один из наиболее значимых культовых персонажей раннего «пост-панка» (Альбом «Tyranny And The Hired Hand»).
Шведские Doom-металлисты Memento Mori завершили второй альбом 1994 года «Life, Death & Other Morbid Tales» своей версией песни (так называемый «секретный трек», не обозначенный на обложке и идущий сразу после заключительной темы «Язычество»). Близкая к «классическому» исполнению версия в 1995 году вошла в дебютный альбом канадского кантри-певца Корба Лунда. В 1999 году Стэн Риджвей исполнил «Sixteen Tons» в джазовой обработке (Альбом «Anatomy»), а остро-социальная группа из Флориды This Bike Is A Pipe Bomb выпустила фолк-панк-версию.
Оригинальную фанк-версию, с имитацией голосом духовых инструментов, представил в 2007 году Lawrence «Lipbone» Redding, в прошлом — уличный музыкант, «звезда» нью-йоркской «подземки» (Альбом «Hop The Fence»). В 2010 году «Sixteen Tons» вошла в дебютный мини-альбом группы из Лос-Анджелеса «The Hot Nothing», — недолгий проект джазовой певицы Джинджер Орси. В 2011 году один из ведущих блюзменов Бразилии Celso Salim, совместно c басистом Rodrigo Mantovani, записал акустическую версию «Sixteen Tons», включив её в альбом классических блюзов «Diggin' The Blues». В 2013 году джазовую версию записал известный пианист Бен Сидран (Альбом «Don’t Cry For No Hipster»).
Вопреки расхожему мнению, Пол Робсон никогда не записывал «16 тонн». За его запись ошибочно принимается вариант исполнения The Platters (лидер-вокал: Герберт Рид). Видимо, это связано с ошибкой неизвестного составителя Mp3-сборника «44 Tunes Of Sixteen Tons» появившегося в сети в 2003 году. На этом сборнике «классическая» версия The Platters дублируется, — уже под авторством якобы Пола Робсона. (Возможно, путаница также вызвана схожестью имён: одним из вокалистов The Platters был Пол Роби (Paul Robi)). Группа «Creedence Clearwater Revival» также никогда не записывала «Sixteen Tons». За запись «Криденс» ошибочно принимает версию из дебютного альбома недолго просуществовавшего проекта «The Don Harrison Band», исполненную в стиле классических «Creedence C.R.». В записи приняли участие «осколки» группы — Стью Кук и Дуг Клиффорд.

### В СССР и постсоветских странах
В 1961 году версия «Sixteen Tons» в исполнении The Platters вошла в сборник «Вокруг Света» (9 серия), выпущенный большим тиражом на Ленинградском заводе грампластинок «Аккорд». На пластинке название ансамбля «The Platters» не упоминалось, — в качестве исполнителя был указан Герберт Рид.
В 1958 году был опубликован русский перевод текста песни «Шестнадцать тонн», выполненный Т. Сикорской и С. Болотиным: «Ты 16 тонн даешь на гора, Постарел ты на день и в кармане дыра».
Песня «16 тонн» на русском языке вошла в альбом 2016 года «Музыка для рабочего класса» группы «Аркадий Коц».
На украинском языке песню исполняет группа «От винта».

## «Sixteen Tons» в саундтреках
- В начальных титрах комедии «Джо против вулкана» (1990) режиссёра Джона Патрика Шэнли «Sixteen Tons» звучит в исполнении Эрика Бердона. Записанная ещё в начале 1980-х годов, эта версия выходила небольшим тиражом, как промосингл, к премьере фильма, и была выпущена только в 1998 году, в альбоме «Nightwinds Dying». В 1992 году Бердон записал ещё один вариант, который вошёл, в качестве единственного студийного трека, в концертный альбом «Eric Burdon Brian Auger Band — Access All Areas Live» (1993).
- В криминальном телесериале «The Wire» (Прослушка, 1-й эпизод второго сезона, 2003) звучит версия «Sixteen Tons» в исполнении The Nighthawks (сокращенный вариант трека из концертного альбома «Rock This House», 1993). Вошла в альбом саундтреков сериала «The Wire: …And All The Pieces Matter, Five Years Of Music From The Wire», изданный в 2008 году.
- В порно-эротической артхаусной комедийной драме «Капризное облако» (2005) режиссёра Цай Мин-Ляна звучит лирическая вариация на мелодию «Sixteen Tons» в исполнении китайской певицы 張露 (Chang Loo, Zhang Lu), блиставшей в 1950-е в Гонконге. Название песни 靜心等 (Jìng Xin Deng), по-прежнему очень популярной на Тайване, переводится, приблизительно, как «Терпеливо ждать», и смысл её, в контексте сюжета фильма, начинает приобретать некий глумливо-сексуальный подтекст.
- В 2005 году корпорация «General Electric», в рамках кампании по продвижению экологически чистых источников энергии «Ecomagination», выпустила телевизионный рекламный ролик «Model Miners», в котором улыбающиеся сексапильные девушки-модели изображали угледобычу, — под звуки «Sixteen Tons» в исполнении «Теннесси» Эрни Форда. После многочисленных протестов ролик был снят с проката.

### Видео
- Merle Travis ♫ Sixteen Tons (Авторская версия)
- «Tennessee» Ernie Ford ♫ Sixteen Tons (Фрагмент субботней программы канала TNN «Tennessee Ernie Ford: 50 Golden Years», посвященной 50-летию Эрни Форда в шоу-бизнесе (17 февраля, 1990, за год до смерти), — c воспоминаниями Дины Шор и демонстрацией отрывка из программы NBC «The Ford Show» от 18 октября 1956 года).
- «Tennessee» Ernie Ford ♫ Sixteen Tons («Обновленная», так называемая «Hipper» (тазобедренная), или Go-Go версия. Записана Эрни Фордом в январе 1965-го, и выпущена в мае. Фрагмент субботней программы канала ABC «Hollywood Palace», 2-й сезон, эпизод 33, 22 мая 1965 года).
- The Platters ♫ Sixteen Tons («Классическая» версия, 1957. Вокал: Герберт Рид)
- Bobby Darin ♫ Sixteen Tons (Фрагмент программы канала NBC «The Jerry Lewis Show», 1-й сезон, эпизод 21, 27 февраля 1968 года).
- The Yale Spizzwinks(?) ♫ Sixteen Tons (Ежегодный отчетный концерт мужского хора студентов Йельского университета. Программа «Simply Put», 2005 год. Соло: Дэвид Макинтош)
- The Higher Animals ♫ Sixteen Tons (2010, Ирландия)
- Celso Salim & Rodrigo Mantovani ♫ 16 Tons (2011, Бразилия)
- Arizona Baby ♫ Dieciséis Toneladas (2014, Испания)
- Perry L. Nunley ♫ Sixteen Tons (2015, США)
- GE: Imagination At Work (Рекламный ролик корпорации «General Electric» с участием гламурных «шахтеров», 2005)